# Лейсингіт
Лейсингіт (англ. leisingite) — мінерал класу оксидів та гідроксидів.

## Загальний опис
Хімічна формула: Cu(Mg, Cu, Fe, Zn)2Te6+O6∙6H2O. Містить (%): MgO — 8,38; ZnO — 3,38; FeO — 4,48; Cu2O — 14,87; TeO2 — 33,17; H2O — 22,47. Обрис крисалів листуватий. Сингонія тригональна. Твердість 3-4. Густина 3,41. Колір жовтий, помаранчево-жовтий. Риса світло-жовта. Прозорий. Блиск скляний. Рідкісний другорядний мінерал, який утворюється у зоні окиснених родовищ Cu–Au–Ag та вміщує у своєму складі телур. Утворюється в асоціації із кварцом, гематитом, цезбронітом, дженсенітом. Названий в честь Дж. Лейсинга (J. Leising) — американський мінералог та колекціонер.